# Accident d'un MD-87 à Houston
Le 19 octobre 2021, un McDonnell Douglas MD-87 est sorti de la piste et a pris feu après avoir interrompu son décollage de l'aéroport de Houston Executive (en). Les 19 passagers et quatre membres d'équipage à bord ont tous été évacuées en toute sécurité de l'avion, qui a été endommagé de manière irréparables et a ensuite été radié.

## Avion et équipage

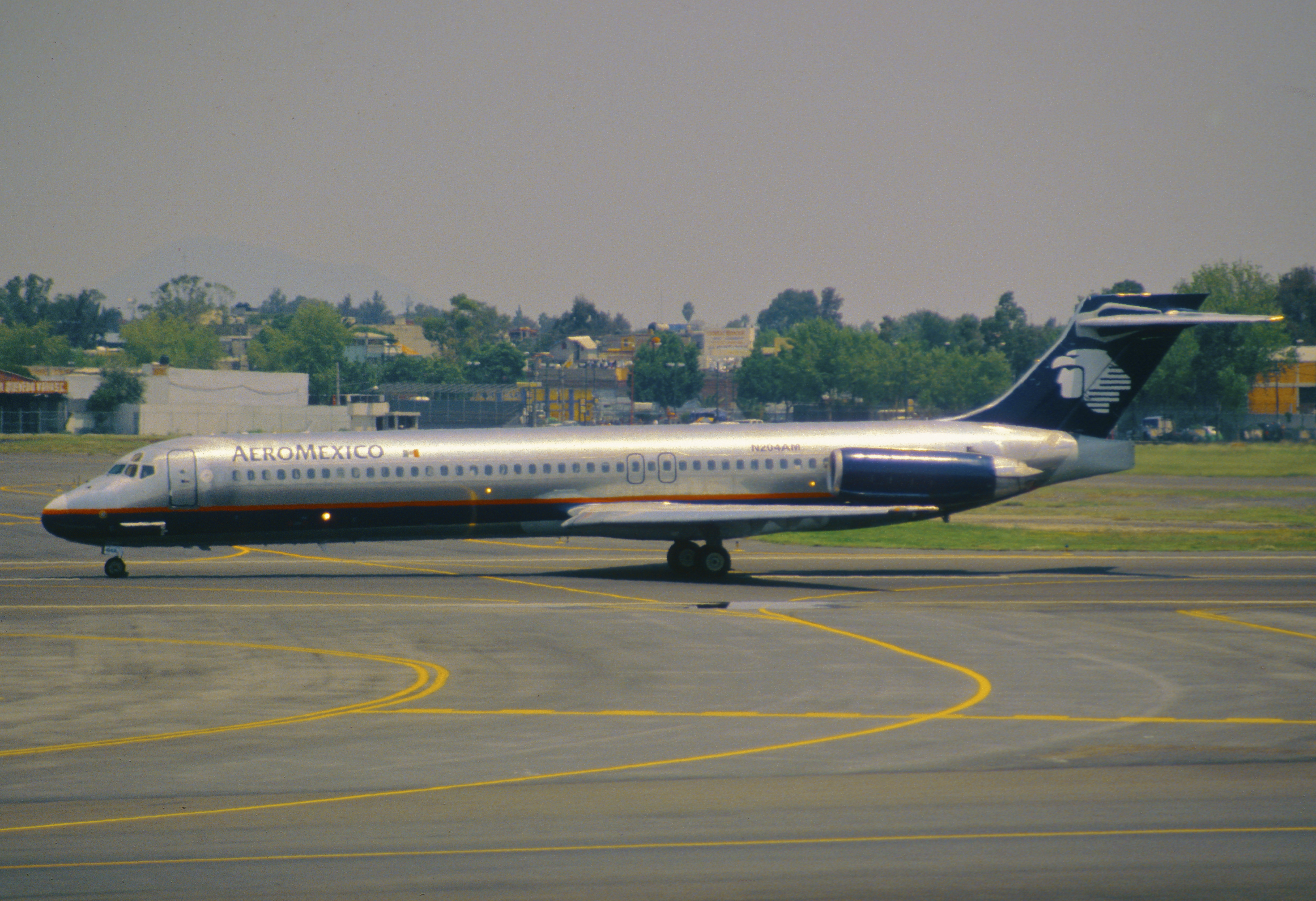
Le MD-87 impliqué dans l'accident, alors qu'il opérait pour Aeroméxico (N204AM), ici en juillet 2003.

L'appareil concerné était un McDonnell Douglas MD-87 âgé de 33 ans, immatriculé N987AK (numéro de série 49404/1430). Il a été initialement livré à Finnair en 1988, avec comme immatriculation OH-LMB. Vendu par la suite à Aeroméxico en 2000, sous le numéro N204AM, il est ensuite passé par plusieurs autres compagnies aériennes, avant d'entrer en service avec 987 Investments LLC en 2015.
Le pilote aux commandes était le commandant de bord Jeffrey Reed (67 ans), avec environ 22 000 heures de vol à son actif, dont 4 000 heures sur MD-87 ; le pilote surveillant était le copilote Eli Rohl (46 ans), il cumulait près de 10 000 heures de vol, avec seulement 700 heures sur MD-87.

## Accident

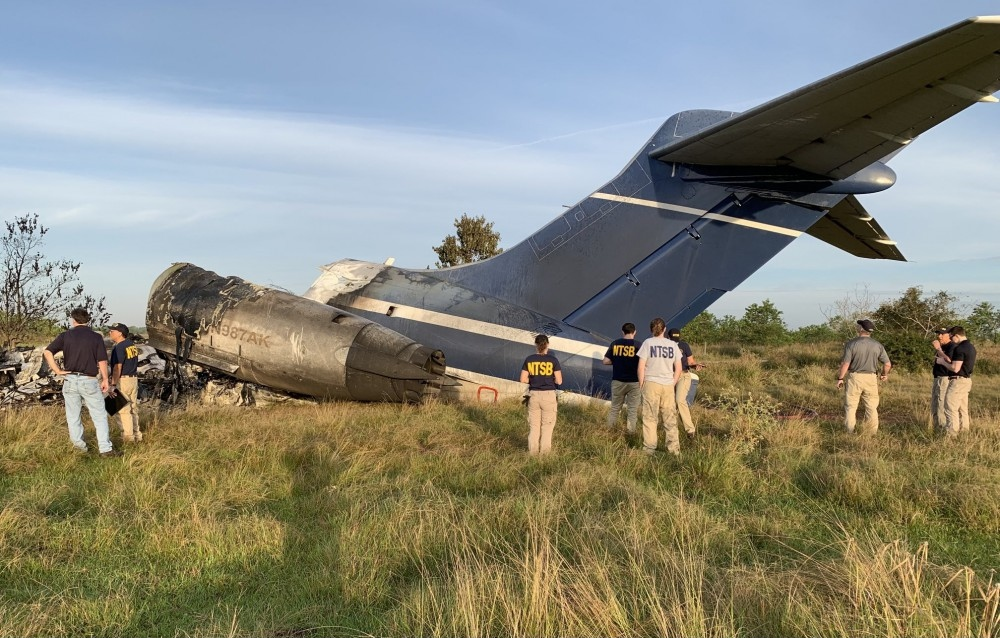
Photo de la queue, en partie brulée, du MD-87 impliqué dans l'accident.

Le MD-87 effectuait un vol charter intérieur décollant de Brookshire, au Texas, et à destination de Boston, dans le Massachusetts, car les passagers devaient assister au match des Astros de Houston à Boston contre l'équipe de baseball des Red Sox de Boston, lors de la série de championnat de la Ligue majeure de baseball 2021. 
L'appareil a décollé à 10 h 00 de la piste 36 lorsqu'il est brusquement sorti de la piste, a heurté une clôture et une ligne électrique avant de s'immobiliser à 1 600 pieds (500 m) de la fin de la piste et de prendre immédiatement feu. Les 23 occupants à bord ont pu s'échapper en toute sécurité de l'avion en flamme. 
Deux passagers ont été grièvement blessés, tandis qu'un autre passager a été légèrement blessé. Les services d'urgence sont intervenus avec des produits ignifuges et ont réussi à maîtriser l'incendie qui ravagé l'épave. Le fuselage de l'avion a presque entièrement brûlé, avec seulement la queue restée intacte.

## Enquête

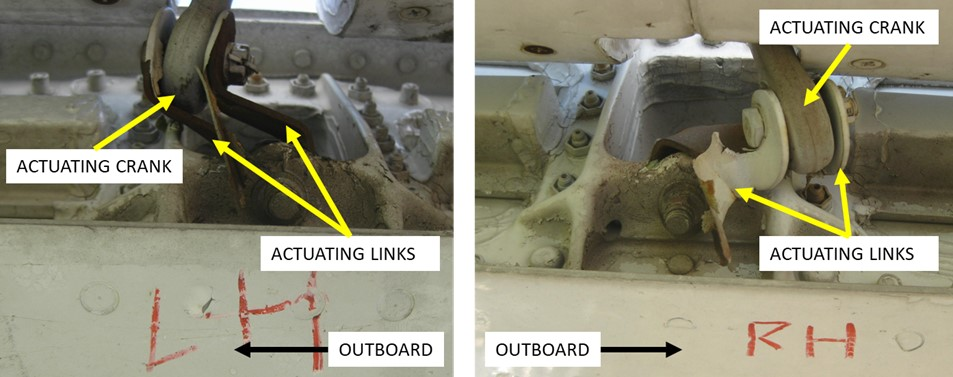
Les biellettes de commande à engrenages des gouverne de profondeur droite et gauche du MD-87 accidenté, montrant les dégâts subi par les biellettes de commande.

Le Conseil national de la sécurité des transports (NTSB) a enquêté sur l'accident. Les enregistreurs de vol endommagés par l'incendie ont été récupérés dans l'épave du MD-87. 
En novembre 2021, le NTSB a révélé que les deux gouvernes de profondeur de l'avion étaient bloquées en position basse ; une situation similaire avait été constatée lors du crash du Vol Ameristar Charters 9363, survenue quatre ans plus tôt.

### Cause probable
Le 28 septembre 2023, le NTSB a publié la cause probable de l'accident. Il a déclaré que les gouvernes de profondeur bloquées ont empêchés l'avion de se cabrer pendant le décollage. Le blocage des gouvernes de profondeur a été causé par des vents violents alors que l'avion était stationné au sol, comme lors de l'accident du vol 9363 en 2017. 
Après l'accident de 2017, Boeing a recommandé des procédures pré vol révisées pour détecter un éventuel blocage des gouvernes de profondeur. Malgré la révision des procédures recommandé, le copilote n'a pas suivi les procédures révisées, en raison de son ignorance de la mises à jour de ses dernières. Everts Air Cargo (en), son principal employeur, n'a pas reçu ou n'était pas au courant du bulletin de Boeing.
À la suite de l'accident, Everts Air Cargo a mis à jour ses manuels d'exploitation et la formation de ses pilotes pour détecter le blocage des gouvernes de profondeur.